# 1622

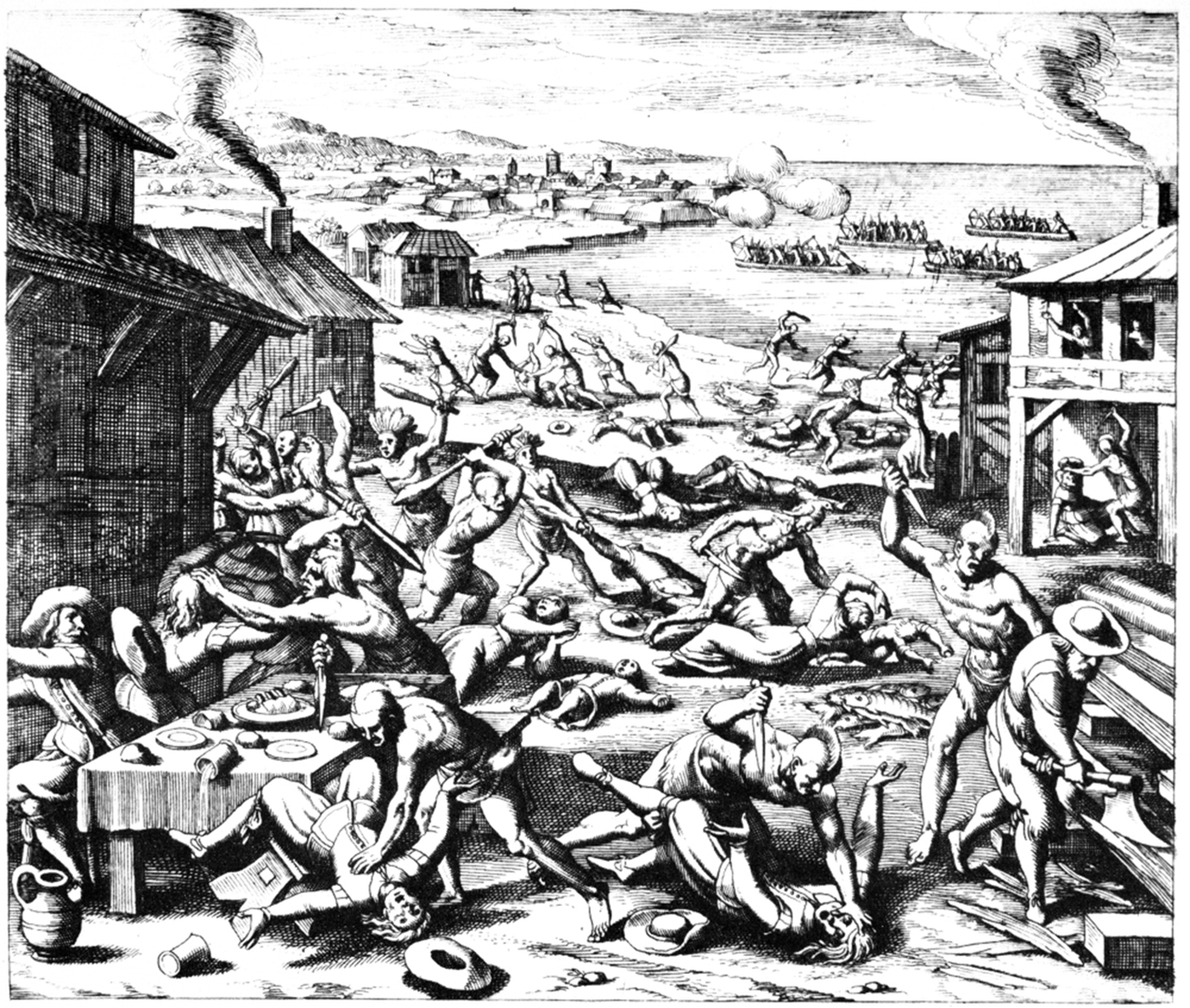
Massacre resultante do ataque dos índios norte-americanos Powhatan à cidade de Jamestown (Virgínia). Xilogravura de Matthäus Merian em 1628.

- Wikisource

| Calendário gregoriano                                                        | 1622 MDCXXII                         |
| Ab urbe condita                                                              | 2375                                 |
| Calendário arménio                                                           | 1071 – 1072                          |
| Calendário bahá'í                                                            | -222 – -221                          |
| Calendário budista                                                           | 2166                                 |
| Calendário chinês                                                            | 4318 – 4319 Início a 10 de fevereiro |
| Calendário copta                                                             | 1338 – 1339                          |
| Calendário etíope                                                            | 1614 – 1615                          |
| Calendários hindus - Vikram Samvat - Calendário nacional indiano - Cáli Iuga | 1677 – 1678 1543 – 1544 4722 – 4723  |
| Calendário Holoceno                                                          | 11622                                |
| Calendário islâmico                                                          | 1031 – 1032                          |
| Calendário judaico                                                           | 5382 – 5383                          |
| Calendário persa                                                             | 1000 – 1001                          |
| Calendário rúnico                                                            | 1872                                 |
| Calendário solar tailandês                                                   | 2165                                 |

1622 (MDCXXII, na numeração romana)  foi um ano comum do século XVII do actual Calendário Gregoriano, da Era de Cristo, e a sua letra dominical foi B (52 semanas), teve início a um sábado e terminou também a um sábado. Como o calendário gregoriano tem um ciclo de 400 anos, é o mesmo calendário de 2022
| Ano completo                   |
| ------------------------------ |
| Ano comum com início ao sábado |

## Eventos
- 15 de janeiro - O dramaturgo francês Molière, é baptizado em Paris.
- 22 de março - Ataque de índios norte-americanos Powhatan contra a colónia inglesa de Jamestown (Virgínia), onde 347 colonos são massacrados. A guerra entre as tribos índias e os ingleses prolongar-se-ão até 1646.
- 24 de junho - Os holandeses atacam Macau por mar, no que foi chamada a Batalha de Macau e foram derrotados pelo fogo de artilharia portuguesa, feito da Colina da Guia, depois que destruiu o seu navio paiol de munições.

### Em andamento
- Guerra dos Trinta Anos (1618–1648).

## Nascimentos
- 30 de Abril - François de Laval, primeiro bispo da Nova França.

## Mortes
- 28 de Dezembro - São Francisco de Sales, santo francês.
- Alonso Portocarreiro XIII Senhor de Moguer, foi XIII Senhor de Moguer e V Marquês de Villanueva del Fresno.
- 4 de novembro - Francisco Rodrigues Lobo, grande poeta Português Leiriense.

## Por tema
- 1622 na literatura